# MAP2K7
MAP2K7 (англ. Mitogen-activated protein kinase kinase 7) – білок, який кодується однойменним геном, розташованим у людей на короткому плечі 19-ї хромосоми. Довжина поліпептидного ланцюга білка становить 419 амінокислот, а молекулярна маса — 47 485.
| 10         |  | 20         |  | 30         |  | 40         |  | 50         |
| ---------- |  | ---------- |  | ---------- |  | ---------- |  | ---------- |
| MAASSLEQKL |  | SRLEAKLKQE |  | NREARRRIDL |  | NLDISPQRPR |  | PTLQLPLAND |
| GGSRSPSSES |  | SPQHPTPPAR |  | PRHMLGLPST |  | LFTPRSMESI |  | EIDQKLQEIM |
| KQTGYLTIGG |  | QRYQAEINDL |  | ENLGEMGSGT |  | CGQVWKMRFR |  | KTGHVIAVKQ |
| MRRSGNKEEN |  | KRILMDLDVV |  | LKSHDCPYIV |  | QCFGTFITNT |  | DVFIAMELMG |
| TCAEKLKKRM |  | QGPIPERILG |  | KMTVAIVKAL |  | YYLKEKHGVI |  | HRDVKPSNIL |
| LDERGQIKLC |  | DFGISGRLVD |  | SKAKTRSAGC |  | AAYMAPERID |  | PPDPTKPDYD |
| IRADVWSLGI |  | SLVELATGQF |  | PYKNCKTDFE |  | VLTKVLQEEP |  | PLLPGHMGFS |
| GDFQSFVKDC |  | LTKDHRKRPK |  | YNKLLEHSFI |  | KRYETLEVDV |  | ASWFKDVMAK |
| TESPRTSGVL |  | SQPHLPFFR  |  |            |  |            |  |            |

A: Аланін

C: Цистеїн

D: Аспарагінова кислота

E: Глутамінова кислота

F: Фенілаланін

G: Гліцин

H: Гістидин

I: Ізолейцин

K: Лізин

L: Лейцин

M: Метіонін

N: Аспарагін

P: Пролін

Q: Глутамін

R: Аргінін

S: Серин

T: Треонін

V: Валін

W: Триптофан

Кодований геном білок за функціями належить до трансфераз, кіназ, серин/треонінових протеїнкіназ, тирозинових протеїнкіназ, фосфопротеїнів. 
Задіяний у таких біологічних процесах, як апоптоз, відповідь на стрес, ацетилювання, альтернативний сплайсинг. 
Білок має сайт для зв'язування з АТФ, нуклеотидами, іонами металів, іоном магнію. 
Локалізований у цитоплазмі, ядрі.